# アンソニー・ラナウド
アンソニー・ロナルド・ラナウド（Anthony Ronald Ranaudo, 1989年9月9日 - ）は、アメリカ合衆国・ニュージャージー州モンマス郡フリーホールド・タウンシップ出身の元プロ野球選手（投手）。右投右打。

## 経歴

### プロ入り前
2007年のMLBドラフト11巡目（全体350位）でテキサス・レンジャーズから指名されたが、ルイジアナ州立大学へ進学した。

### プロ入りとレッドソックス時代
2010年のMLBドラフト1巡目追補（全体39位）でボストン・レッドソックスから指名され、8月16日に契約。
2011年、A級グリーンビル・ドライブでプロデビュー。10試合に登板し、4勝1敗・防御率3.33だった。6月にA+級セイラム・レッドソックスへ昇格。16試合に登板し、5勝5敗・防御率4.33だった。
2012年はAA級ポートランド・シードッグスで9試合に登板し、1勝3敗・防御率6.69だった。
2013年はAA級ポートランドで19試合に登板し、8勝4敗・防御率2.95だった。8月にAAA級ポータケット・レッドソックスへ昇格。6試合に登板し、3勝1敗・防御率2.97だった。オフの11月20日にレッドソックスとメジャー契約を結び、40人枠入りした。
2014年はAAA級ポータケットで開幕を迎え、21試合に登板。12勝4敗・防御率2.41と活躍し、8月1日にメジャーへ昇格。同日のニューヨーク・ヤンキース戦で先発起用されメジャーデビュー。6回を4安打2失点に抑え、メジャー初勝利を挙げた。8月2日にAAA級ポータケットへ降格した。最終的には7試合に先発で投げ、防御率4.81を記録。また、投げた全ての試合で勝ち星ないし負け星がついた（7試合で4勝3敗）。四球が奪三振より多く、40イニング未満で本塁打を10本浴びるなど、翌年以降に向けての課題も見つかった。

### レンジャーズ時代
2015年1月27日にロビー・ロスとのトレードで、レンジャーズへ移籍。この年は4試合に登板し、うち2試合で先発で投げた。防御率7.63・WHIP1.70と打ち込まれ、勝ち星なしで1敗を喫した。12月21日に背番号を44に変更した。
2016年は移籍までに2試合に登板しただけで、防御率17.18・3.2イニングで8四球と大荒れだった。

### ホワイトソックス時代
2016年5月12日にマット・ボールとのトレードで、シカゴ・ホワイトソックスへ移籍した。ホワイトソックス加入後は7試合に投げ、うち5試合に先発登板。ここでも防御率8.46・WHIP1.66と結果を残せなかった。レンジャーズとの合算では、9試合 (うち5試合が先発) の登板で防御率9.48・1勝1敗・WHIP1.79という成績だった。

### サムスン・ライオンズ時代
2016年11月23日、韓国プロ野球のサムスン・ライオンズと契約した。2017年は2勝を記録し同年限りで退団。

## 詳細情報

### 年度別投手成績
| 年 度    | 球 団    | 登 板 | 先 発 | 完 投 | 完 封 | 無 四 球 | 勝 利 | 敗 戦 | セ 丨 ブ | ホ 丨 ル ド | 勝 率 | 打 者 | 投 球 回 | 被 安 打 | 被 本 塁 打 | 与 四 球 | 敬 遠 | 与 死 球 | 奪 三 振 | 暴 投 | ボ 丨 ク | 失 点 | 自 責 点 | 防 御 率 | W H I P |
| -------- | -------- | ----- | ----- | ----- | ----- | -------- | ----- | ----- | -------- | ----------- | ----- | ----- | -------- | -------- | ----------- | -------- | ----- | -------- | -------- | ----- | -------- | ----- | -------- | -------- | ------- |
| 2014     | BOS      | 7     | 7     | 0     | 0     | 0        | 4     | 3     | 0        | 0           | .571  | 170   | 39.1     | 39       | 10          | 16       | 0     | 0        | 15       | 2     | 0        | 21    | 21       | 4.81     | 1.40    |
| 2015     | TEX      | 4     | 2     | 0     | 0     | 0        | 0     | 1     | 0        | 0           | .000  | 73    | 15.1     | 18       | 2           | 8        | 0     | 1        | 11       | 0     | 0        | 13    | 13       | 7.63     | 1.70    |
| 2016     | TEX      | 2     | 0     | 0     | 0     | 0        | 1     | 0     | 0        | 0           | 1.000 | 21    | 3.2      | 2        | 1           | 8        | 0     | 0        | 2        | 0     | 0        | 7     | 7        | 17.18    | 2.73    |
| 2016     | CWS      | 7     | 5     | 0     | 0     | 0        | 0     | 1     | 0        | 0           | .000  | 130   | 27.2     | 34       | 9           | 12       | 0     | 0        | 16       | 1     | 0        | 26    | 26       | 8.46     | 1.66    |
| '16計    | CWS      | 9     | 5     | 0     | 0     | 0        | 1     | 1     | 0        | 0           | .500  | 151   | 31.1     | 36       | 10          | 20       | 0     | 0        | 18       | 1     | 0        | 33    | 33       | 9.48     | 1.79    |
| 2017     | サムスン | 11    | 11    | 0     | 0     | 0        | 2     | 3     | 0        | 0           | .400  | 243   | 49.0     | 70       | 11          | 27       | 0     | 6        | 28       | 1     | 1        | 46    | 37       | 6.80     | 1.98    |
| MLB：3年 | MLB：3年 | 20    | 14    | 0     | 0     | 0        | 5     | 5     | 0        | 0           | .500  | 394   | 86.0     | 93       | 22          | 44       | 0     | 1        | 44       | 3     | 0        | 67    | 67       | 7.01     | 1.59    |
| KBO：1年 | KBO：1年 | 11    | 11    | 0     | 0     | 0        | 2     | 3     | 0        | 0           | .400  | 243   | 49.0     | 70       | 11          | 27       | 0     | 6        | 28       | 1     | 1        | 46    | 37       | 6.80     | 1.98    |

### 背番号
- 63 (2014年)
- 46 (2015年)
- 44 (2016年 - 同年途中)
- 45 (2016年途中)
- 23 (2017年)